# Almost a Dance (álbum de The Gathering)
Almost a Dance es el segundo álbum de estudio de la banda de rock neerlandesa The Gathering lanzado en 1993 por Foundation 2000.
Niels Duffhuës fue el vocalista principal por única vez con la banda en el estudio, luego de la salida en 1992 de Bart Smiths. Duffhuës se retiró en 1994.
Martine van Loon fue invitada como vocalista femenina, sin acreditarse como miembro oficial.

## Lista de canciones
| N.º | Título                | Letras                     | Música                                       | Duración |  |
| 1.  | «On a Wave»           | Niels Duffhuës             |                                              | 5:53     |  |
| 2.  | «The Blue Vessel»     | Duffhuës                   | René Rutten                                  | 6:04     |  |
| 3.  | «Her Last Flight»     | Duffhuës                   | Frank Boeijen, Hugo Prinsen Geerligs, Rutten | 8:47     |  |
| 4.  | «The Sky People»      | Duffhuës                   | Boeijen                                      | 4:27     |  |
| 5.  | «Nobody Dares»        | Duffhuës                   | Duffhuës                                     | 3:32     |  |
| 6.  | «Like Fountains»      | Duffhuës, Martine van Loon | Boeijen, Rutten                              | 7:41     |  |
| 7.  | «Proof»               | Duffhuës                   | Boeijen, Jelmer Wiersma                      | 6:18     |  |
| 8.  | «Heartbeat Amplifier» | Duffhuës                   | Boeijen, Rutten                              | 4:51     |  |
| 9.  | «A Passage to Desire» | Duffhuës, van Loon         | Boeijen, Prinsen Geerligs, Rutten            | 6:44     |  |

## Créditos
- Niels Duffhuës - vocalista y guitarra acústica
- Jelmer Wiersma – guitarra eléctrica y acústica de 12 cuerdas.
- René Rutten – guitarra acústica y eléctrica.
- Hans Rutten - batería
- Frank Boeijen – teclados, piano, samples
- Hugo Prinsen Geerligs – bajo, flauta

### Músicos adicionales
- Martine van Loon - vocalista femenina

### Composición
- Toda la música por The Gathering.